# Palazzo Vai
Il Palazzo Vai o Palazzo Vaj sorge in via Pugliesi, 26 a Prato.
È uno degli edifici più grandi del centro storico della città, di proprietà della Associazione Industriale e Commerciale dell’Arte della Lana che fu costituita ufficialmente il 12 dicembre 1897. È oggi sede della Monash University, del "Palazzo delle Professioni" e, un tempo, del Circolo Misoduli.

## Storia
La costruzione è probabilmente degli inizi del XVIII secolo con fronte principale sul cortile di via Verdi, con la realizzazione del giardino all’italiana circondato da muri adornati da statue in pietra. Parte della struttura del palazzo si appoggia direttamente sulla cinta muraria del XII secolo, di cui restano ancora ben visibili tracce nei sotterranei.
Di proprietà dei signori Antonio e fratelli Vai, fu ricostruito alla fine del Settecento su progetto dell'architetto Luca Ristorini, mentre i disegni per le ringhiere del terrazzo e dello scalone furono fatte dall'architetto pratese Giuseppe Valentini, che nel 1797 subentra al Ristorini. Le decorazione della cappella da Luigi Catani.
Prima della ristrutturazione del Ristorini, adiacente all'edificio vi era anticamente la chiesa di San Giorgio, costruita agli inizi del XIII secolo vicino alla Porta Tiezi, porta d'ingresso alla città non più esistente. La navata della chiesa fu utilizzata per creare il cortile di Palazzo Vai con l'attuale Oratorio.
Nel 1967 nel giardino di palazzo Vai furono ritrovate una serie di graffiti del Quattrocento raffiguranti favole e mitologiche e scene di vita cortese tipiche del periodo giocoso rinascimentale descritti dalle poesie del poeta Poliziano.
Dal 29 ottobre 2010 è divenuto anche la sede del "Palazzo delle Professioni", idea nata a inizio del 2008 su proposta del presidente dell'Ordine dei Dottori Commercialisti, Paolo Biancalani. È la prima volta in Italia che otto professioni (Ordine dei Dottori Commercialisti e degli Esperti Contabili, Architetti Pianificatori, Paesaggisti e Conservatori, Avvocati, Consulenti del Lavoro, Farmacisti, Ingegneri, Collegio dei Geometri e dei Geometri Laureati e quello dei Periti Industriali e dei Periti Industriali Laureati) si uniscono sotto lo stesso tetto.

Immagini della piazza
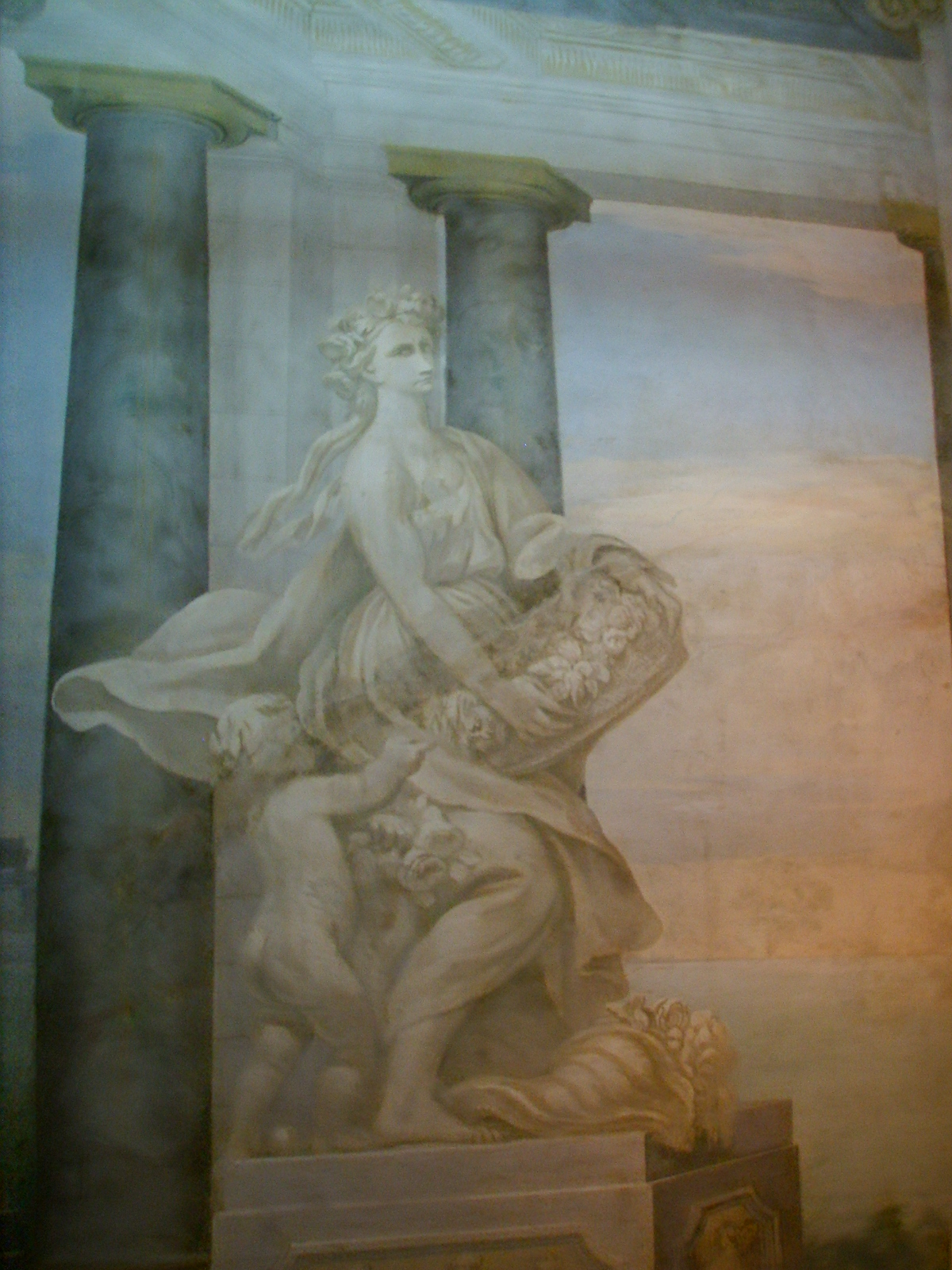
Affreschi nel corridoio
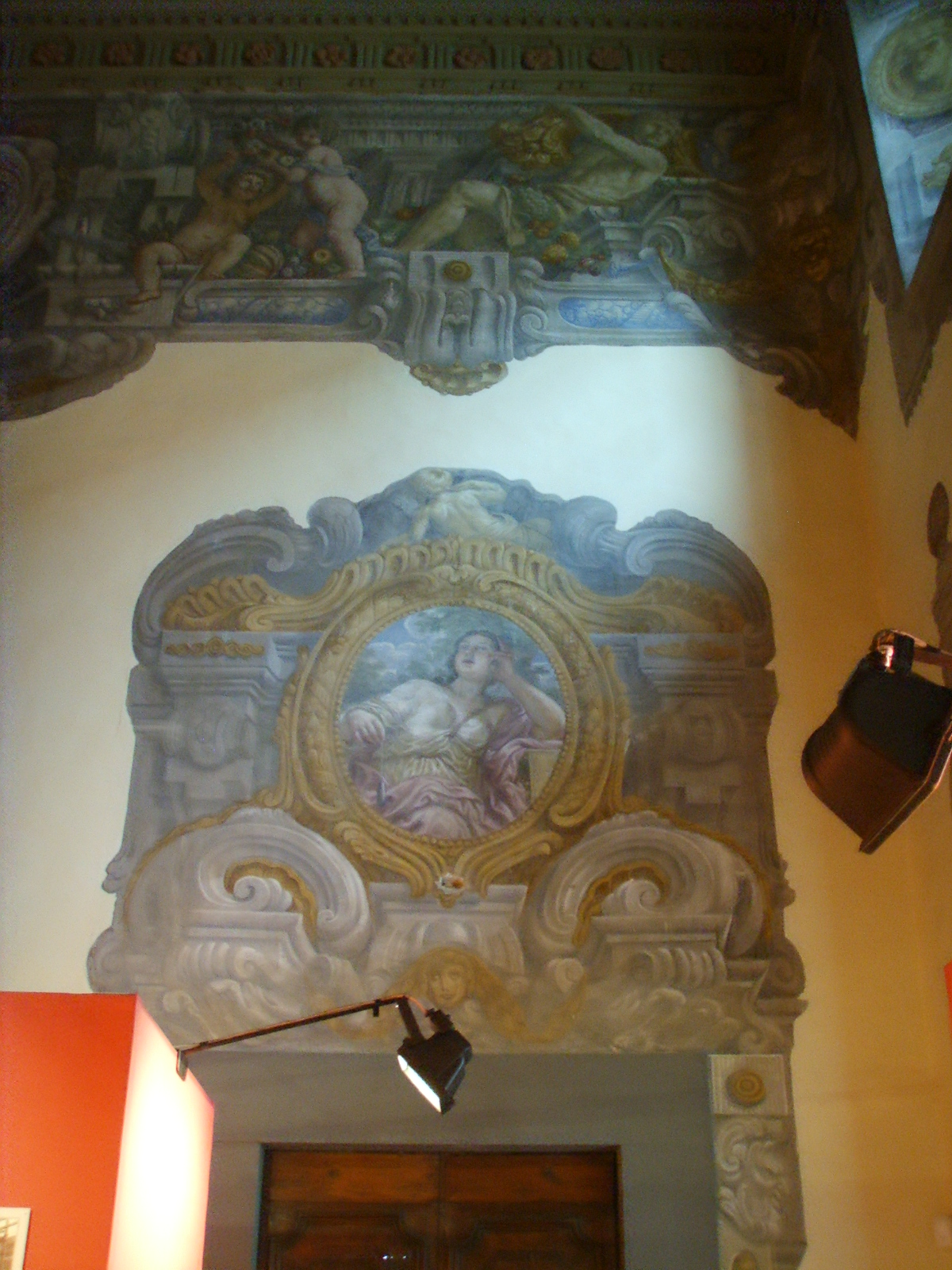
Affreschi
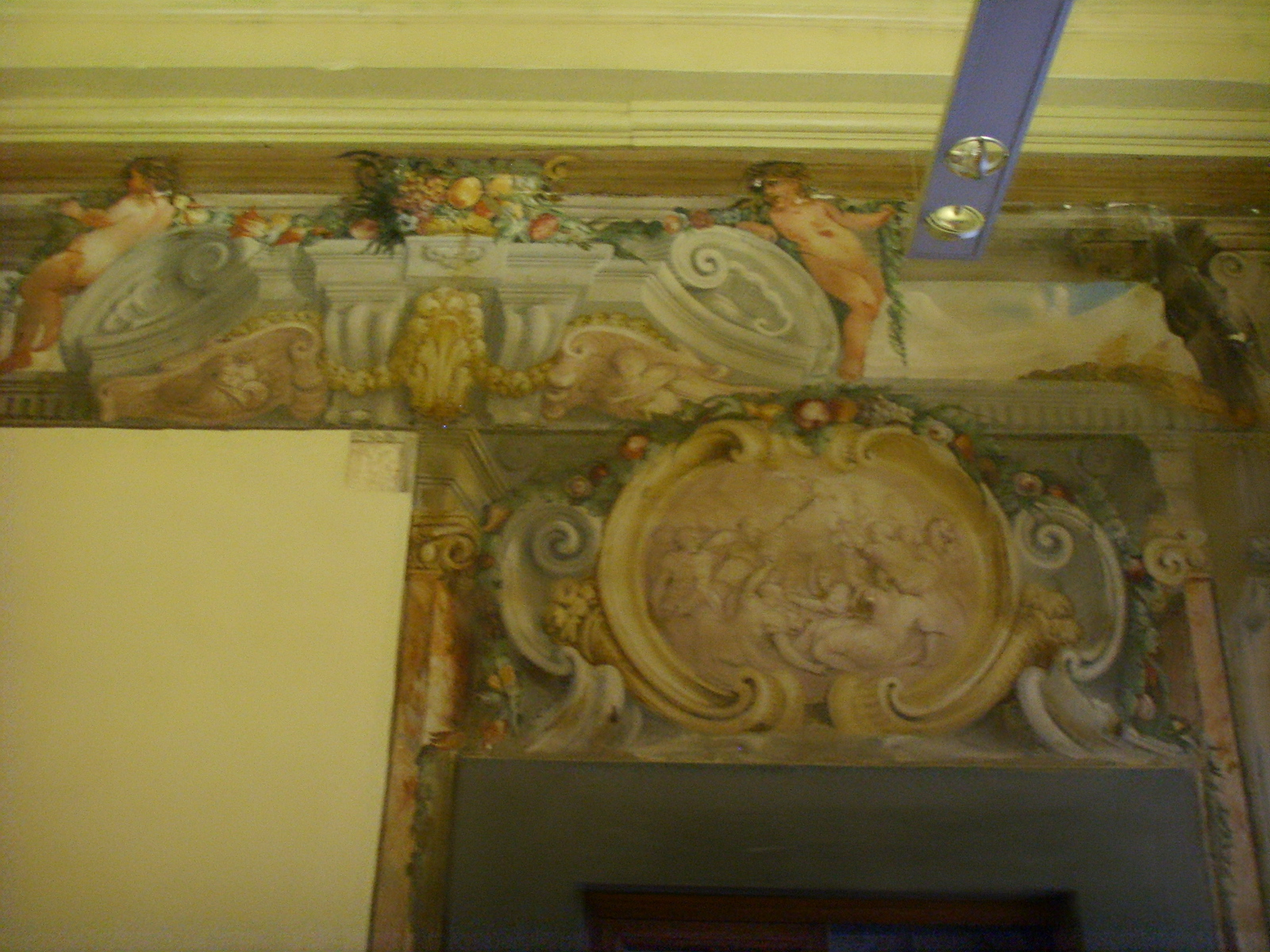
Affreschi
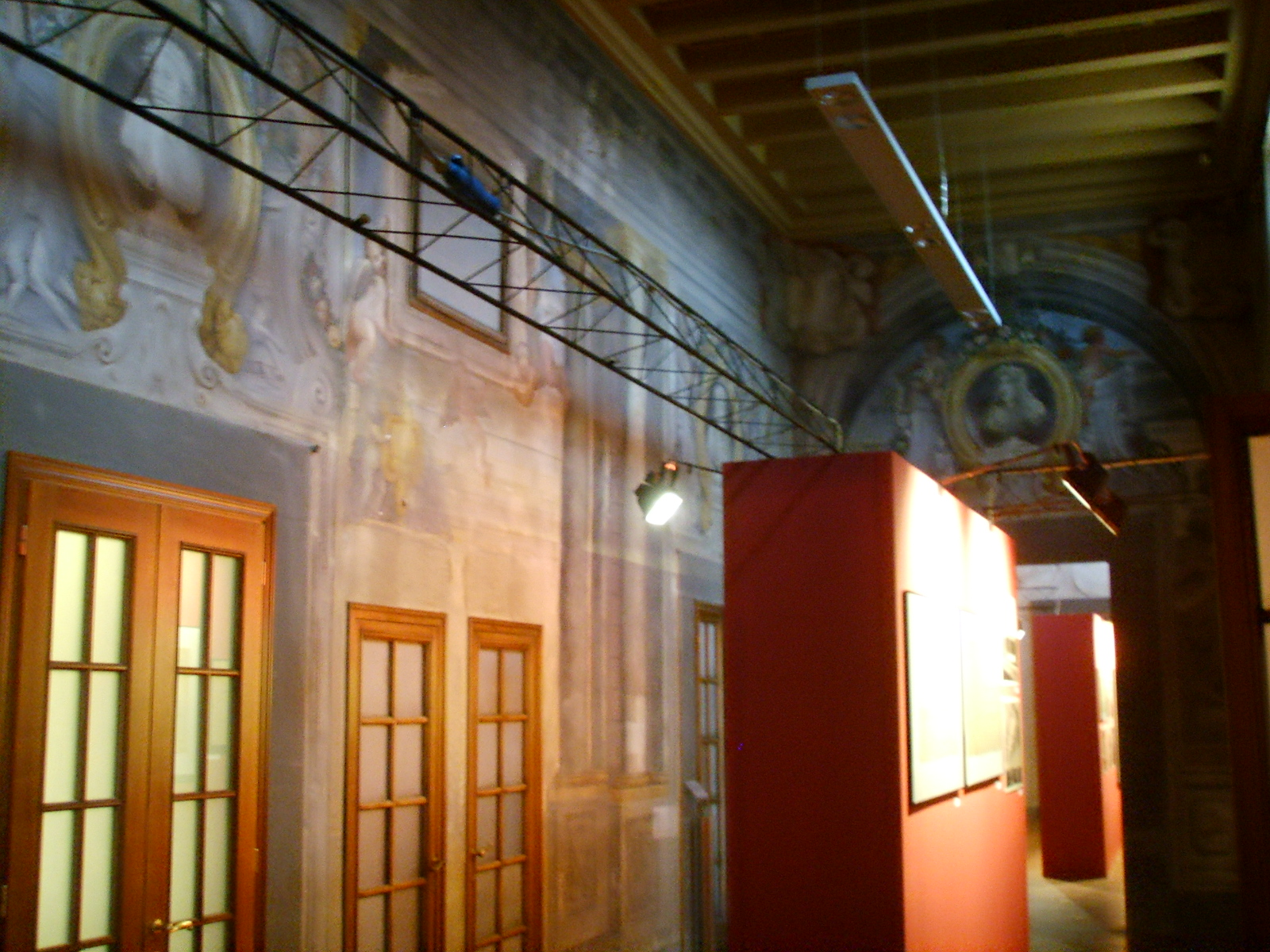
Affreschi nel corridoio
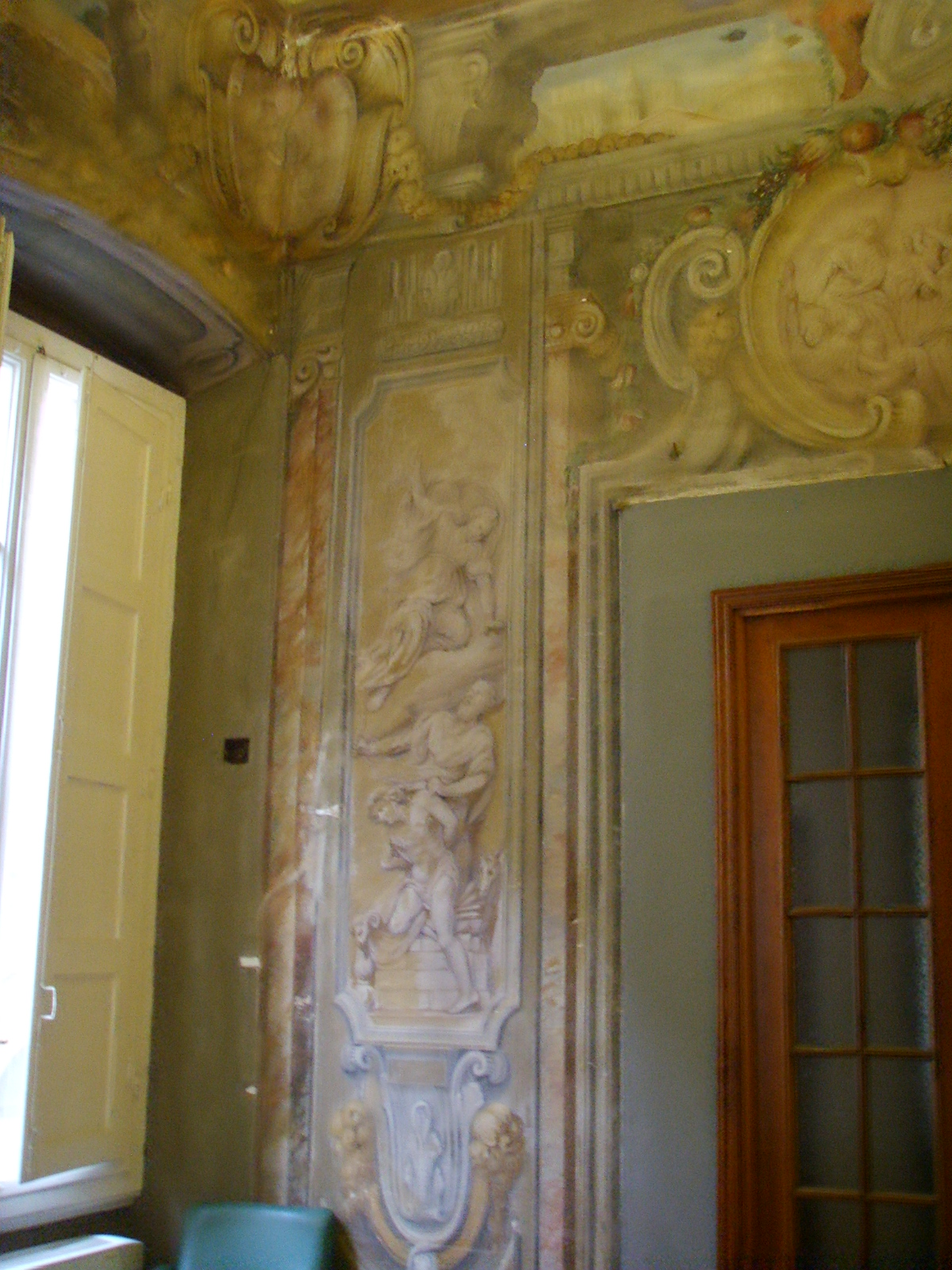
Affreschi
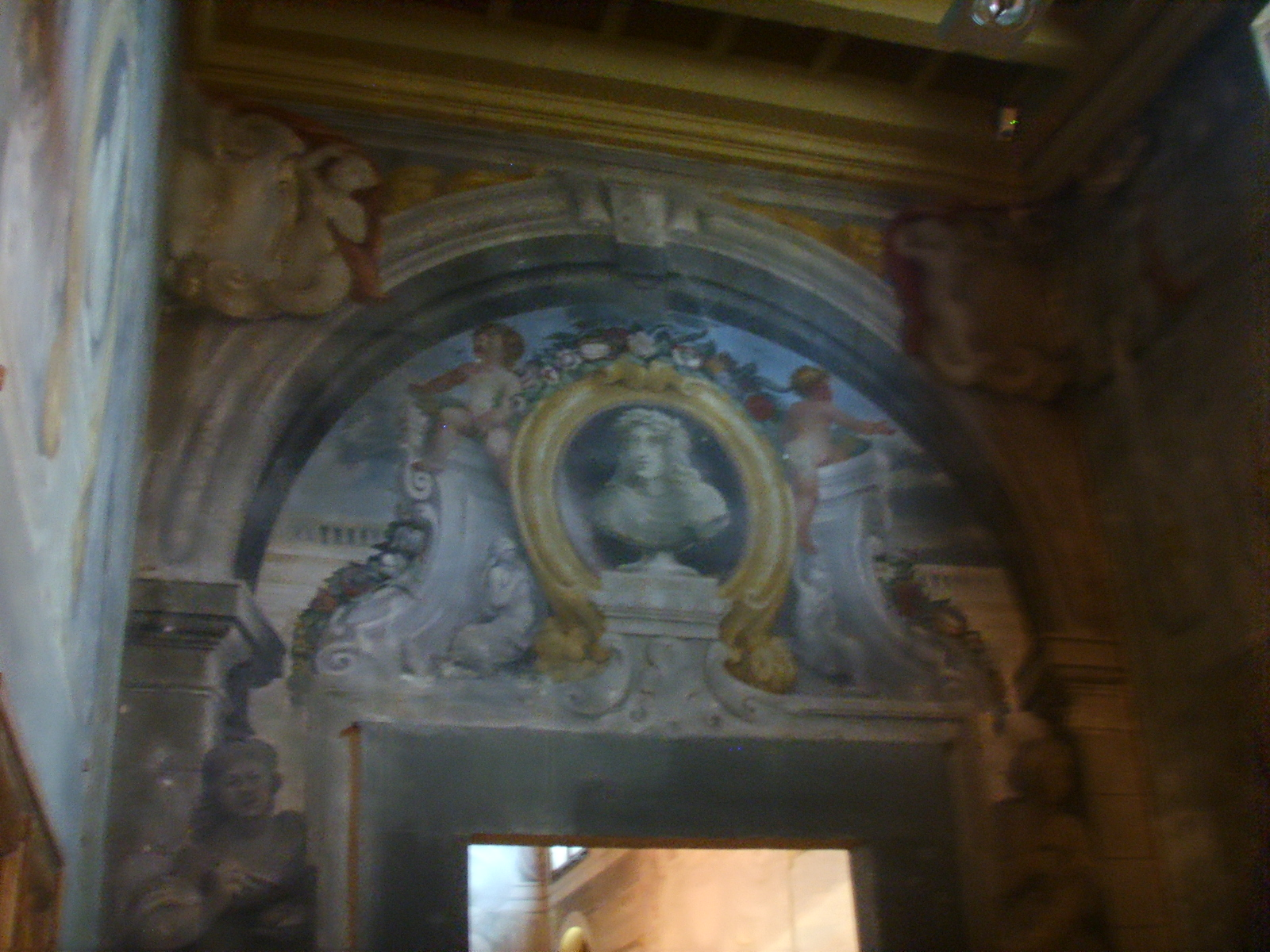
Affreschi
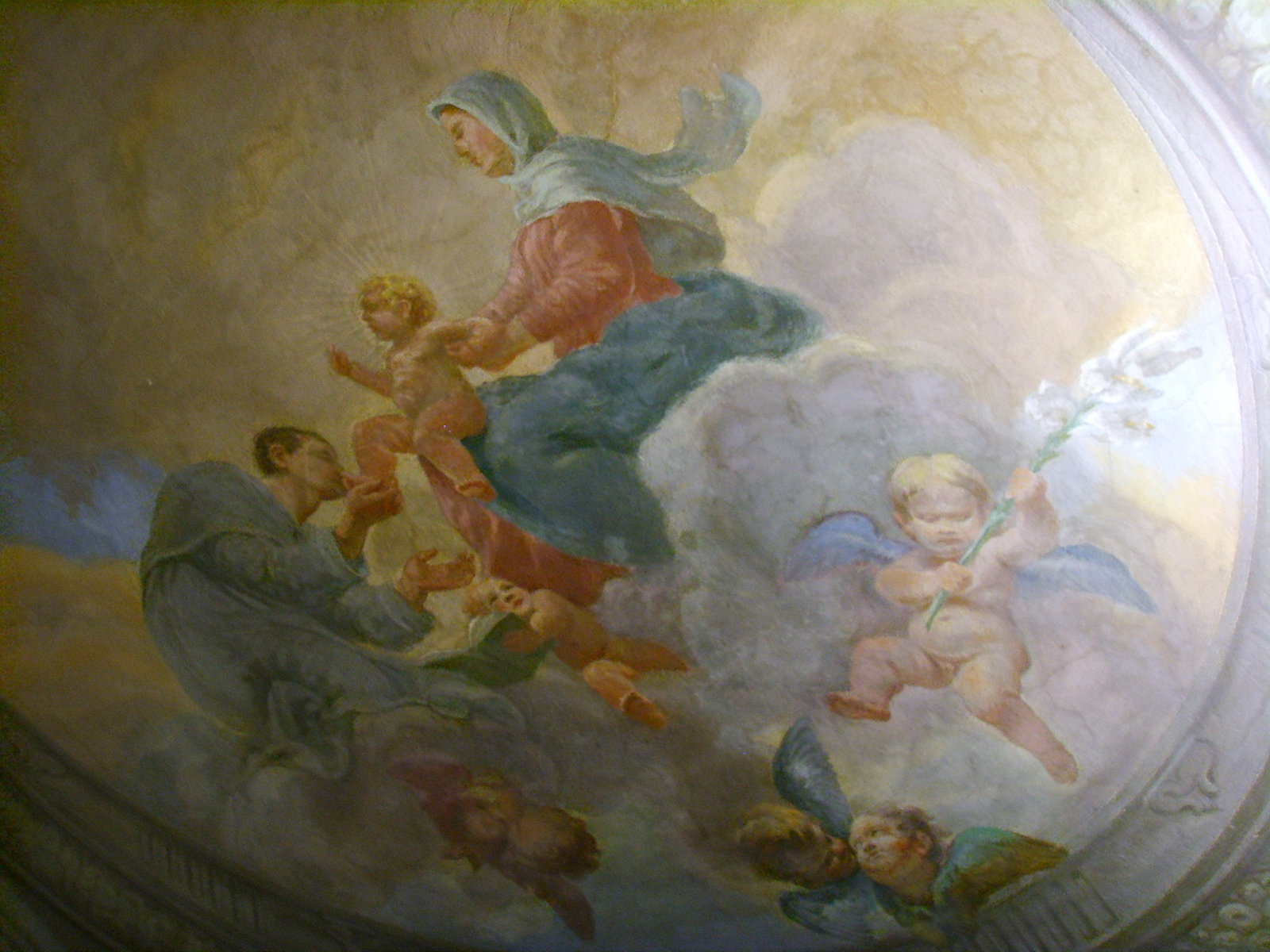
Affreschi sul soffitto
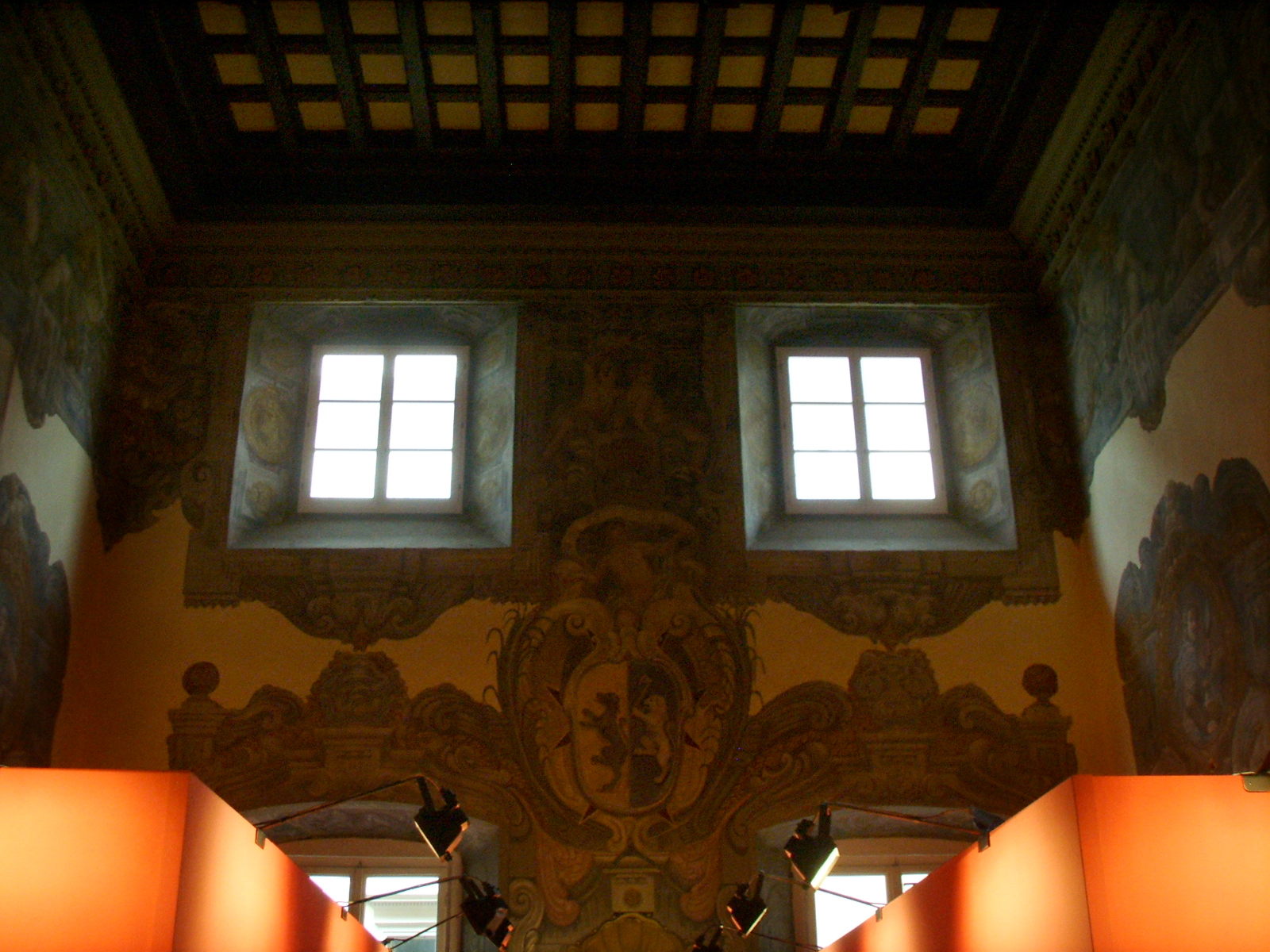
Affreschi nel salone